# 出川哲朗のクイズほぉ〜スクール
『出川哲朗のクイズほぉ〜スクール』（でがわてつろうのクイズほぉ〜スクール）は、NHK Eテレで2021年3月から放送されている学校放送番組で、複数の教科を扱う番組である。SDGs番組シリーズ『ひろがれ!いろとりどり』の3つの番組のうちの1つでもあった。

## 概要
知恵の書の中身を知るために隊長の出川哲朗が仲間（ゲスト）と共に、賢者であるQuizKnockが出すクイズを解いていくクイズバラエティ番組。進行役は館の主で天の声の悠木碧。番組で出題されるクイズは、NHK for Schoolの映像を使ってQuizKnockが作成している。開始当初は、『ひろがれ!いろとりどり』の番組の1つとして『ぼくドコ』、『応援!みんなのチャレンジ』と、2021年10月18日からは『応援!みんなのチャレンジ』に代わって『リフォーマーズの杖』と週替わりで放送されていたが、2023年度からは単独番組として月2回の放送へと変更された。

## ルール
賢者が主にテーマに合った内容に関するクイズを出し、隊長とゲストが答えるという形式で進行される（回答方法はクイズによって異なる）。クイズに答えた後、答え合わせとして確認用のVTRが流れる（VTRは全てNHK for Schoolにあるもの）。得点として「ほぉ〜」が取り扱われている。正解すれば100ほぉ〜、不正解でも賢者を唸らせることが出来れば10 - 90ほぉ〜獲得となる（点数は賢者が決める）。不正解の場合の得点は賢者の唸らせ（考え方がよかったり、正解に近いと高得点）によって変動する。最終的に全体の6割以上のほぉ〜を獲得すれば知恵の書を見ることができる。

## 放送時間
- 2024年度[6]
  - 第1・第2週月曜日 19:00 - 19:30

## 出演者

### 現在の出演者
- 隊長：出川哲朗
- 館の主（天の声）：悠木碧
- 賢者：QuizKnock（須貝駿貴、河村拓哉、東問、東言）[7]
- 館の執事 III（声）：谷口慎一郎（2025年3月31日 - ）

### 過去の出演者
- 賢者：QuizKnock（山上大喜、ノブ[8]、こうちゃん[9]、乾[10]）
- 館の執事（声）：糸井羊司（2021年3月29日 - 2023年2月6日）[11]
- 館の執事 II（声）：利根川真也（2023年4月3日 - 2025年3月10日）[12]

## テーマ音楽
- 作詞・作曲：岡崎体育[3]

## 放送リスト
| 回 | 初回放送日     | ゲスト                                                        | 特別ゲスト                           |
| -- | -------------- | ------------------------------------------------------------- | ------------------------------------ |
| 1  | 2021年 3月29日 | 草薙航基（宮下草薙）、若槻千夏、池下リリコ（Foorin）          |                                      |
| 2  | 5月3日         | 井森美幸、後藤拓実（四千頭身）、横山歩                        |                                      |
| 3  | 6月7日         | 吉住、土佐有輝（土佐兄弟）、伊藤篤志（ジャニーズJr.）         |                                      |
| 4  | 7月5日         | 柳原可奈子、内藤秀一郎、入江奏多（ジャニーズJr.）             | 本間昭光                             |
| 5  | 9月6日         | 丸山桂里奈、山口貴也、入江奏多（ジャニーズJr.）               |                                      |
| 6  | 10月4日        | 王林、河野純喜（JO1）、池下リリコ                             |                                      |
| 7  | 11月1日        | 井手上漠、小峠英二（バイきんぐ）、村山輝星                    |                                      |
| 8  | 12月6日        | はるな愛、小瀧望（ジャニーズWEST）、伊藤篤志（ジャニーズJr.） | 中野友加里                           |
| 9  | 2022年 2月7日  | 吉村崇（平成ノブシコブシ）、渋谷凪咲（NMB48）、村山輝星       |                                      |
| 10 | 3月25日        | 丸山桂里奈、村山輝星                                          | 山之内すず、国崎和也（ランジャタイ） |

| 回 | 初回放送日    | ゲスト                                                                                          | 特別ゲスト                                                                      |
| -- | ------------- | ----------------------------------------------------------------------------------------------- | ------------------------------------------------------------------------------- |
| 11 | 2022年 4月4日 | ヒコロヒー、草薙航基（宮下草薙）、鈴木瑛朝（ジャニーズJr.）                                     | ストレッチマン（宇仁菅真）                                                      |
| 12 | 5月2日        | 真壁刀義、若槻千夏、角紳太郎（関西ジャニーズJr.）                                               | ストレッチマン（宇仁菅真）                                                      |
| 13 | 6月6日        | 中野周平（蛙亭）、生見愛瑠、村山輝星                                                            | デーモン閣下                                                                    |
| 14 | 7月4日        | 尾形貴弘（パンサー）、井手上漠、稲垣来泉                                                        | デーモン閣下                                                                    |
| 15 | 9月5日        | 田渕章裕（インディアンス）、和田明日香、池下リリコ                                              | - ストレッチマン・レジェンド（宇仁菅真） - ストレッチマン・ゴールド（結城洋平） |
| 16 | 10月3日       | 武井壮、岡田結実、三村航輝（ジャニーズJr.）                                                     | - ストレッチマン・レジェンド（宇仁菅真） - ストレッチマン・ゴールド（結城洋平） |
| 17 | 11月7日       | 酒井貴士（ザ・マミィ）、若槻千夏、稲垣来泉                                                      |                                                                                 |
| 18 | 12月5日       | 真壁刀義、やす子、村山輝星                                                                      | 横山だいすけ                                                                    |
| 19 | 2023年 1月1日 | 大西流星（なにわ男子）、長谷川忍（シソンヌ）、岡田結実、角紳太郎（関西ジャニーズJr.）、毎田暖乃 | 松本潤（嵐）                                                                    |
| 20 | 2月6日        | 津田篤宏（ダイアン）、土屋アンナ、村山輝星                                                      |                                                                                 |

| 回 | 初回放送日    | ゲスト                                                 |
| -- | ------------- | ------------------------------------------------------ |
| 21 | 2023年 4月3日 | 尾形貴弘（パンサー）、村上佳菜子、稲垣来泉             |
| 22 | 4月10日       | 尾形貴弘（パンサー）、村上佳菜子、稲垣来泉             |
| 23 | 5月1日        | 小宮浩信（三四郎）、ゆうちゃみ、丸山煌翔               |
| 24 | 5月8日        | 小宮浩信（三四郎）、ゆうちゃみ、丸山煌翔               |
| 25 | 6月5日        | 須田亜香里、小島健（Aぇ! group）、村山輝星             |
| 26 | 6月12日       | 須田亜香里、小島健（Aぇ! group）、村山輝星             |
| 27 | 7月3日        | コカドケンタロウ（ロッチ）、重盛さと美、粟野咲莉       |
| 28 | 7月10日       | コカドケンタロウ（ロッチ）、重盛さと美、粟野咲莉       |
| 29 | 11月6日       | せいや（霜降り明星）、馬場ももこ、尾上眞秀             |
| 30 | 11月13日      | せいや（霜降り明星）、馬場ももこ、尾上眞秀             |
| 31 | 12月4日       | 中岡創一（ロッチ）、関根麻里、金児莉良                 |
| 32 | 12月11日      | 中岡創一（ロッチ）、関根麻里、金児莉良                 |
| 33 | 2024年 1月8日 | ウエンツ瑛士、村上佳菜子、村山輝星                     |
| 34 | 1月15日       | ウエンツ瑛士、村上佳菜子、村山輝星                     |
| 35 | 2月5日        | 草薙航基（宮下草薙）、ゆうちゃみ、知久杏朱             |
| 36 | 2月12日       | 草薙航基（宮下草薙）、ゆうちゃみ、知久杏朱             |
| 37 | 3月4日        | 井森美幸、小峠英二（バイきんぐ）、丸山桂里奈、稲垣来泉 |
| 38 | 3月11日       | 小峠英二（バイきんぐ）、丸山桂里奈、稲垣来泉           |

| 回 | 初回放送日    | ゲスト                                                               |
| -- | ------------- | -------------------------------------------------------------------- |
| 39 | 2024年 4月1日 | 小宮浩信（三四郎）、渋谷凪咲、小林優仁                               |
| 40 | 4月8日        | 小宮浩信（三四郎）、渋谷凪咲、小林優仁                               |
| 41 | 5月6日        | 若槻千夏、酒井貴士（ザ・マミィ）、白山乃愛                           |
| 42 | 5月13日       | 若槻千夏、酒井貴士（ザ・マミィ）、白山乃愛                           |
| 43 | 6月3日        | 石田たくみ、武藤十夢、川瀬翠子                                       |
| 44 | 6月10日       | 石田たくみ、武藤十夢、川瀬翠子                                       |
| 45 | 7月1日        | 長谷川忍（シソンヌ）、王林、齋藤潤                                   |
| 46 | 7月8日        | 長谷川忍（シソンヌ）、王林、齋藤潤                                   |
| 47 | 8月12日       | たける（東京ホテイソン）、岡田結実、増田梨沙                         |
| 48 | 8月19日       | たける（東京ホテイソン）、岡田結実、増田梨沙                         |
| 49 | 9月9日        | 関口メンディー、福田麻貴、松尾そのま                                 |
| 50 | 9月23日       | 関口メンディー、福田麻貴、松尾そのま                                 |
| 51 | 10月7日       | 芝大輔（モグライダー）、ゆいちゃみ、中村羽叶                         |
| 52 | 10月14日      | 芝大輔（モグライダー）、ゆいちゃみ、中村羽叶                         |
| 53 | 11月11日      | ウエンツ瑛士、丸山桂里奈、浅田芭路                                   |
| 54 | 11月18日      | ウエンツ瑛士、丸山桂里奈、浅田芭路                                   |
| 55 | 12月2日       | 中岡創一（ロッチ）、若槻千夏、永尾柚乃                               |
| 56 | 12月9日       | 中岡創一（ロッチ）、若槻千夏、永尾柚乃                               |
| 67 | 2025年 1月6日 | 長谷川忍、峯岸みなみ、森優理斗                                       |
| 68 | 1月13日       | 長谷川忍、峯岸みなみ、森優理斗                                       |
| 69 | 2月3日        | 松陰寺太勇（ぺこぱ）、馬場ももこ、ポン璃菜アメリー                   |
| 70 | 2月10日       | 松陰寺太勇（ぺこぱ）、馬場ももこ、ポン璃菜アメリー                   |
| 71 | 3月3日        | 井森美幸、平子祐希（アルコ＆ピース）、番家天嵩                       |
| 72 | 3月9日        | 柴田英嗣（アンタッチャブル）、村重杏奈、村山輝星、中村羽叶、永尾柚乃 |
| 73 | 3月10日       | 井森美幸、平子祐希（アルコ＆ピース）、番家天嵩                       |

| 回 | 初回放送日     | ゲスト                                                 |
| -- | -------------- | ------------------------------------------------------ |
| 74 | 2025年 5月12日 | 土屋アンナ、あばれる君、香月萌衣                       |
| 75 | 5月19日        | 土屋アンナ、あばれる君、香月萌衣                       |
| 76 | 6月2日         | 井上咲楽、小宮浩信（三四郎）、下村洸太                 |
| 77 | 6月9日         | 井上咲楽、小宮浩信（三四郎）、下村洸太                 |
| 78 | 7月7日         | 田渕章裕（ちょんまげラーメン）、みりちゃむ、鈴木かつき |
| 79 | 7月14日        | 田渕章裕（ちょんまげラーメン）、みりちゃむ、鈴木かつき |
| 80 | 8月4日         | 水田信二（元和牛）、薄幸（納言）、アレン明亜莉クレア   |
| 81 | 8月5日         | 中村羽叶、永瀬ゆずな、稲垣来泉                         |
| 82 | [ 注 3 ]       | 水田信二（元和牛）、薄幸（納言）、アレン明亜莉クレア   |